# Heterachthes beatrizae
Heterachthes beatrizae là một loài bọ cánh cứng trong họ Cerambycidae.